# Tormentone estivo

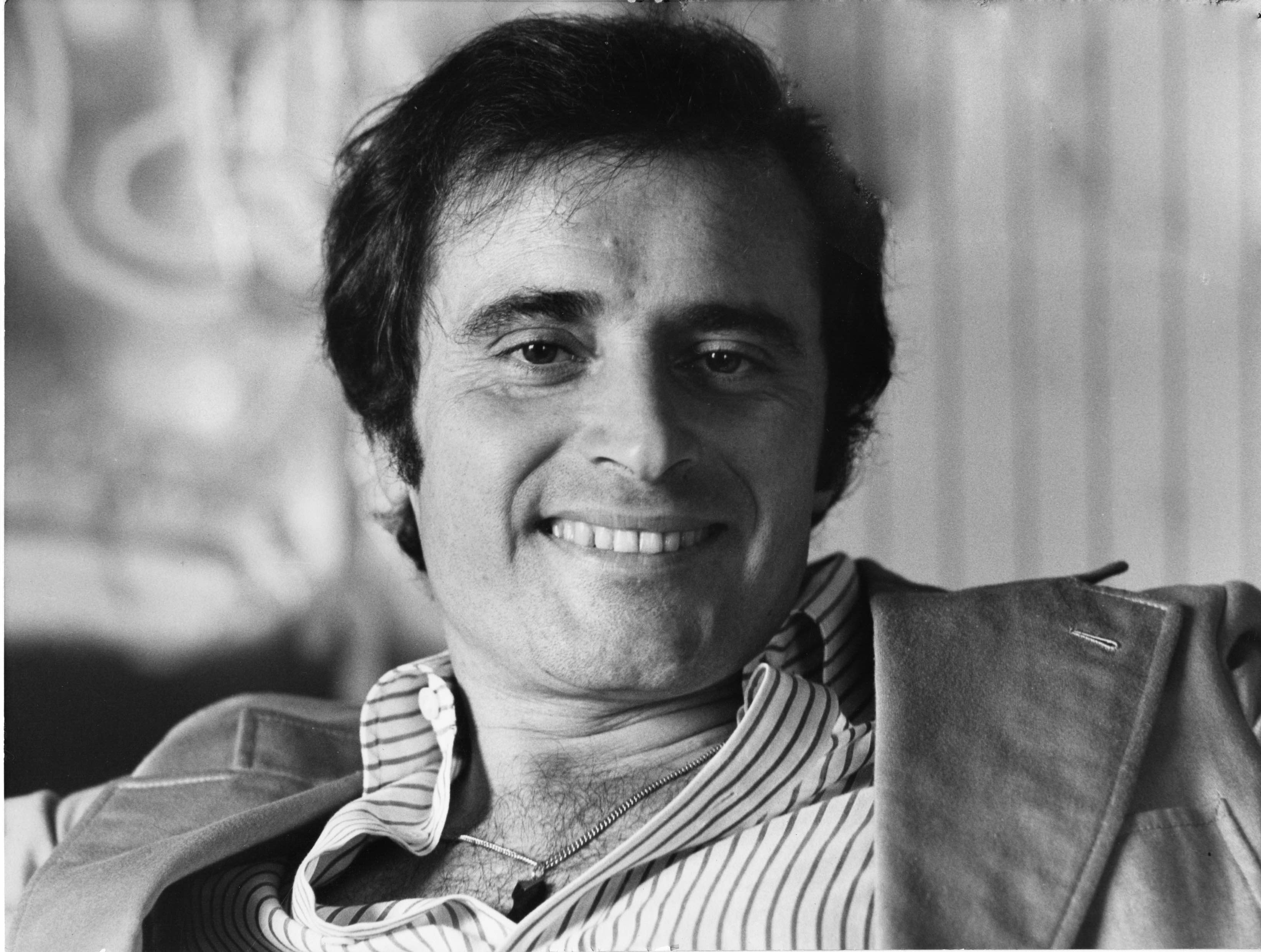
Edoardo Vianello interpretò molti tormentoni estivi durante gli anni 1960.

Un tormentone estivo è una canzone che, durante l'estate, gode di grande diffusione attraverso i principali mezzi di comunicazione mediatica (radio e televisione).

## Descrizione
Caratteristiche tipiche dei tormentoni sono la semplice fruibilità, i ritmi e le melodie orecchiabili e ripetitivi e i testi di facile riconoscimento ed aventi per oggetto argomenti poco impegnati e spesso legati alla stagione estiva. La caratteristica comune di queste canzoni è che viene ascoltata da tutte le persone ovunque vadano e diventano un fenomeno virale.  In alcuni casi il tormentone è così onnipresente da creare in alcune persone delle "crisi di rigetto", ovvero molti si stancano di ascoltare quella canzone.
Solitamente, hanno successo in ambienti ludici e ricreativi tra cui discoteche, sale da ballo e villaggi turistici. In una sola estate possono esservi più tormentoni, anche se alcune canzoni hanno più successo di altre. Molti di essi raggiungono le vette delle classifiche tra i mesi di giugno e settembre.
In un articolo di The Washington Post, Chris Richards definisce la hit estiva «quel magico megasuccesso capace di cambiare la temperatura psichica della nazione»; John Jurgensen di The Wall Street Journal ipotizzò che il numero di cover ispirate da una data canzone lascerebbe intendere se si tratta di un tormentone. Il loro successo è confermato dall'esistenza di più manifestazioni canore come, ad esempio, i programmi televisivi italiani Un disco per l'estate, Cantagiro e Festivalbar.

## In Italia
In Italia si iniziò a parlare di tormentoni estivi nei primi anni 1960. Stando a Famiglia Cristiana, il primo a lanciarli fu Nico Fidenco, autore del singolo Legata a un granello di sabbia del 1961. Tra gli artisti che, nel corso dello stesso decennio, ebbero grande successo con i loro tormentoni, va menzionato Edoardo Vianello, che viene da molti considerato il "re dei tormentoni" del decennio, celebre soprattutto per le ballabili Guarda come dondolo (1962), Abbronzatissima (1963) e I Watussi (1963).
Il clima politico degli anni 1970 e l'esplosione della disco music portarono a una temporanea decadenza dei tormentoni, che comunque non cessarono di venire trasmessi nelle radio. Sul finire del decennio forse anticipando il cambiamento del clima sociale, escono delle hit estive di grande successo interpretate da giovani cantautori, come ad esempio Umberto Tozzi, Donatella Rettore e Alan Sorrenti.

Il duo dei Righeira

Fu solo durante gli anni 1980 che i tormentoni estivi ebbero un vero e proprio exploit, spinti da un clima decisamente più leggero e spensierato, grazie anche al successo di manifestazioni come il Festivalbar e di nuovi canali televisivi interamente dedicati ai contenuti musicali, come Videomusic. Il duo Righeira, in particolare, propose canzoni come Vamos a la playa, No tengo dinero e L'estate sta finendo, ampiamente conosciute e trasmesse ancora oggi, al punto che alcuni reputano Vamos a la playa il prototipo stesso del tormentone estivo. Inoltre, molti artisti italiani iniziarono a pubblicare canzoni estive in lingua inglese, operazione compiuta tra gli altri da Sabrina Salerno,  Raf e Ivana Spagna.
Gli anni novanta segnarono una standardizzazione delle hit estive con dei singoli da battaglia, trascinati dal successo del canale televisivo dedicato ai videoclip musicali MTV, che riportano al centro dell'attenzione la melodia. Tra gli artisti trasmessi nelle radio durante l'estate in questi anni vi furono, tra i molti, Francesco Baccini, i Ladri di Biciclette, Alex Britti e gli 883. A cavallo tra questo decennio e quello seguente, inoltre, l'Italia estiva vede la prima grande diffusione della musica pop latina, grazie ai cantanti portoricani Ricky Martin e Noelia..
Negli anni 2000 i tormentoni estivi divennero brani pensati per colonizzare le radio e ottenere un successo immediato ma spesso effimero, come è confermato da meteore quali i Gazosa, Valeria Rossi e Paola e Chiara. Alcuni cantanti propongono canzoni che mischiano italiano e spagnolo, come Gigi D'Alessio, per sfruttare la popolarità dei suddetti artisti latino-americani.
Nei due decenni seguenti, si assistette al consolidarsi del rap con dei brani interpretati da una coppia di artisti a volte con background molto differenti, come Baby K e Giusy Ferreri o Fedez e Orietta Berti.

## Altri significati
Nonostante l'origine tipicamente musicale, il termine tormentone viene usato in Italia anche in altri ambiti , ad esempio nei mondi della politica, della linguistica, della cronaca rosa, della moda e dello sport. Relativamente al calcio, ad esempio, già nelle estati degli anni '80 si parlava di "tormentone" riferendosi ai giocatori protagonisti degli affari più importanti in lavorazione nel calciomercato.